# الخزن الاستراتيجي السعودي (برنامج)
الخزن الاستراتيجي السعودي (بالإنجليزية: Saudi Strategic Storage Program; SSSP)‏ هو برنامج احترازي وقائي بدأ في سنة 1988. هدفت السعودية من ورائه إلى استحداث نظام آمن ومضمون يكفل حماية المنتجات البترولية، وتأمين احتياجات الجهات الهامة والحيوية منها في أوقات الأزمات والطوارئ، بنفس الكفاءة التي تتوافر بها في أوقات السلم والرخاء.
استحدث النظام للأهمية القصوى للنفط والغاز ومشتقاتهما، واستخدامهما كدعامتين رئيسيتين في العديد من الأنشطة الحيوية، مثل استخراج المياه النقية من الأرض، وتحلية المياه وتسيير وسائل النقل المدنية والعسكرية، وتوليد الطاقة الكهربائية التي تعتمد عليها كافة الصناعات. إضافة إلى حماية المنشآت البترولية تكون عادة عرضة لأعمال التخريب أو الكوارث الطبيعية، وتوفير المنتجات البترولية بشكل دائم لجميع المرافق والقطاعات الحيوية تحت مختلف الظروف.
عند اتخاذ قرارها بالبدء في تنفيذ برنامج الخزن الاستراتيجي، كانت السعودية تتطلع إلى القيام بخطوة استباقية احترازية لمواجهة أية ظروف طارئة تؤدي إلى نقص المنتجات البترولية، وذلك بإنشاء مواقع تخزين آمنة وذات سعات تخزينية كبيرة ودعمهما بشبكات أنابيب متكاملة، بحيث يمكنها الوفاء بمتطلبات جميع مناطق المملكة العربية السعودية، وتفادي أي نقص قد يؤدي إلى اختلال العملية الإنتاجية.

## مواقع الخزن الاستراتيجي
بناء على دراسات متأنية ودقيقة لاحتياجات كل منطقة من مناطق المملكة من المنتجات البترولية وقع الاختيار على خمسة مواقع إستراتيجية بكل من الرياض وجدة وأبها والمدينة المنورة والقصيم لتلبية احتياجاتها من الوقود المكرر وزيوت التشحيم بجودة عالية.
وقد تم تجهيز كل موقع من المواقع الخمسة بمناطق تخزين تحت الأرض ومرافق مساندة فوق الأرض مدعومة بشبكة من الأنابيب لربط الموقع بمراكز الإنتاج والتوزيع. كما تم إنشاء مختبر معملي مزود بأحدث الأجهزة والمعدات بموقع الرياض وذلك للتأكد من جودة المنتجات وعدم تغير خصائصها بمرور الوقت. حيث أثبت الفحص المخبري سلامة وجودة بعض العينات المأخوذة من المصافي بعد فترة تخزين تزيد على ست سنوات.

## مراحل تنفيذ البرنامج

### موقع الرياض
يقع هذا الموقع في مدينة الرياض ويتم تزويده بالمنتجات البترولية من مصفاة الرياض عبر خط أنابيب بطول (15+) كلم إلى مناطق التخزين بالموقع.. حيث يتم توزيع المخزون للاستهلاك ثم تعويضه بمنتجات بترولية جديدة. وقد تم بفضل الله تنفيذ وتعبئة موقع الرياض وتم تسليمه لشركة ارامكو في ذي القعدة من العام 1420هـ لتتولى بذلك مهام تشغيله وصيانته.

### موقع جدة
يقع هذا الموقع في مدينة جدة ويتم تزويده بالمنتجات البترولية عبر خط أنابيب بطول (40+ كم) إلى مناطق التخزين بالموقع.. ويتم ضخ المنتجات من الموقع إلى محطة التوزيع في شمال جدة عبر خط أنابيب بطول (50+ كم) للاستهلاك المحلي ثم تعويضها بمنتجات بترولية جديدة.. وقد تم بفضل الله تنفيذ وتعبئة موقع جدة وتم تسليمه لشركة أرامكو في أواخر عام 1423هـ لتتولى بذلك مهام تشغيله وصيانته.

### موقع أبها
يقع هذا الموقع في مدينة أبها ويتم تزويده بالمنتجات البترولية من محطة التوزيع بجازان عبر خط أنابيب بطول (200+ كم) عبر سلاسل جبال عسير إلى أن يصل إلى مناطق التخزين بالموقع.. ويتم ضخ المنتجات البترولية من موقع أبها إلى محطة التوزيع عبر خط أنابيب بطول (5+ كم) للاستهلاك المحلي وتعويضه بمنتجات بترولية جديدة وقد تم بفضل الله تنفيذ وتعبئة موقع أبها وتم تسليمه لشركة ارامكو في اواخر عام 1424هـ لتتولى بذلك مهام تشغيله وصيانته.

### موقع المدينة المنورة
يقع هذا الموقع في مدينة المدينة المنورة ويتم تزويده بالمنتجات البترولية من مصفاة ينبع عبر خط أنابيب بطول (160+ كم).. يتم ضخ المنتجات البترولية من الموقع إلى محطة التوزيع عبر أنابيب بطول (10+ كم) للاستهلاك المحلي وتعويضه بمنتجات بترولية جديدة.. وقد تم بفضل الله تنفيذ وتعبئة موقع المدينة المنورة وتم تسليمه لشركة ارامكو في نهاية عام 1427 هـ لتتولى بذلك مهام تشغيله وصيانته.

### موقع القصيم
يقع هذا الموقع في مدينة بريدة ويتم تزويده بالمنتجات البترولية من محطة التوزيع بالقصيم عبر خط أنابيب بطول (70+ كم) إلى مناطق التخزين بالموقع.. ويتم ضخ المنتجات إلى محطة التوزيع بالقصيم للاستهلاك المحلي وتعويضها بمنتجات بترولية جديدة.. وقد تم تشغيل الموقع لمدة سنة كاملة وقد تم تسليمه لشركة أرامكو لتتولى مهام ادارته وتشغيله وصيانته.

## دور شركة أرامكو
وقع الاختيار على أرامكو السعودية للاضطلاع بمهمة إيجاد نظام آمن وفعال لتخزين ونقل المنتجات البترولية إلى جميع مناطق المملكة، وذلك بهدف توفير هذه المنتجات بجودة عالية في الظروف الطارئة والظروف الاعتيادية على حد سواء.. وتمتلك شركة أرامكو منظومة كبيرة من المصافي لتكرير المنتجات البترولية وعدداً من مراكز التوزيع التي ترتبط مع بعضها البعض بشبكة من الأنابيب ووسائل النقل البر والبحري.
يحقق هذا التكامل لشركة أرامكو السعودية عدة فوائد يمكن تلخيصها فيما يلي:
- إمكانية السحب من المخزون الاستراتيجي للمنتجات البترولية عند زيادة الطلب في المواسم أو في حالات الأعطال الفنية الطارئة.
- توفير مرونة عالية لشركة أرامكو تمكنها من التصدير عند ارتفاع أسعار المنتجات البترولية أو التخزين عند تدني الأسعار العالمية.
- توفير مبالغ طائلة على البلاد من خلال تغطية احتياجات الوطن من المنتجات البترولية في حالات الطوارئ دون الحاجة للاستيراد من الخارج بأسعار عالية.
- توفير مبالغ كبيرة بالاستغناء عن وسائل النقل البري في موقعي أبها والمدينة المنورة.
- إجراء الصيانات الدورية وحل المشكلات التقنية بمنتهى المرونة دون قطع الإمدادات أو زيادة الإنتاج من أجل تعويض النقص.

## منافع أخرى للمشروع

### تفعيل المشاركة الوطنية
نظراً لضخامة مشروع الخزن وتعدد مواقعه فقد لعب دوراً حيوياً وهاماً في إثراء معظم القطاعات الحيوية الحكومية والخاصة طوال مدة إنشائه.. مما انعكس على الاقتصاد الوطني بالنتائج الإيجابية. وقد حرصت إدارة المشروع على الاعتماد الكامل على الاعتماد الكامل على المقاولين والموردين السعوديين في تصميم بعض أنظمة المشروع وتوريد الموارد والأجهزة والمعدات. ونتيجة لذلك عمل في مشروع الخزن ما يقرب من (2000) مؤسسة وشركة سعودية.

### رفع درجة سلامة الطرق
ومن النتائج الإيجابية لبرنامج الخزن الاستراتيجي أنه لم تعد هناك حاجة لنقل المنتجات البترولية إلى أبها والمدينة المنورة براً -حيث كانت أكثر من (400) ناقلة تجوب طرق عسير والمدينة المنورة يومياً - مما أدى إلى رفع درجة سلامة الطرق وخفض تكاليف صيانتها السنوية.